# Pakoštane
Pakoštane – miasto w Chorwacji, w żupanii zadarskiej, siedziba gminy Pakoštane. W 2011 roku liczyło 2191 mieszkańców.